# Рачева
Вижте пояснителната страница за други значения на Рачева.
Рачева (на словенски: Račeva) е село в Словения, Горенски регион, община Жири. Според Националната статистическа служба на Република Словения през 2002 г. селото има 159 жители.